# Jérissa
Jérissa ou Djérissa (arabe : الجريصة) est une ville minière du Nord-Ouest de la Tunisie.
Rattachée administrativement au gouvernorat du Kef, elle constitue une municipalité de 9 807 habitants en 2014.

## Histoire
La zone est habitée au moins depuis l'Antiquité. Le nom Djérissa est d'origine amazigh et signifie « colline ». De nombreux sites archéologiques, tant amazigh (Kalaat Senan), puniques que romains (exemple Althiburos à proximité), parsèment la région.
Pendant les conquêtes arabes, la localité s'appelle Majjenna ou Henchir el-Hadid, soit henchir (enclos antique) et el-Hadid (fer). L'exploitation du fer en Tunisie est documentée en général pendant l'époque carthaginoise et développée sous les Romains et il semble qu'elle existait déjà à Jérissa à l'époque. Le géographe arabe Al-Yaqubi indique en effet des mines à Majjenna, près de la frontière algéro-tunisienne. Cependant, l'appellation la plus courante du lieu est « citadelle de Bosr », en référence au général Busr ibn Abi Artat, même s'il n'a pas lui-même conquis la région.
L'habitat traditionnel dispersé autour de quelques parcelles agricoles et de nombreuses terres de pâturage se transforme soudainement en 1887 avec la découverte moderne de l'importance et de la pureté du gisement de fer (concentration en fer de plus de 55 % du minerai). La mine est mise en service en 1890, sous le contrôle de la Compagnie algérienne de crédit et de banque (représentant la Banque de l'Union parisienne). Le chemin de fer et une ville pour loger le personnel de la mine et leurs familles est construite au pied du djebel Lakehal (« montagne noire »).
En 1905, le premier bureau de la direction de la mine est construit et héberge le directeur général qui donne son nom au bâtiment (villa Morin). Puis, en 1907, le bâtiment de la direction de la Société du Djebel Djerissa (monument classé en 2010) est construit au centre d'une place vers laquelle convergent toutes les rues de la ville.
En plus de la main d'œuvre locale, les mineurs et le personnel recrutés sont des populations européennes en majorité pauvres (Français avec les Corses considérés à part, Italiens, Espagnols et Maltais) et des Maghrébins (Algériens, Marocains et Libyens). La compagnie construit la ville avec un centre de village autour de la villa Morin (un bureau de poste, un dispensaire, une pharmacie, un magasin général, une cantine, l'église catholique Sainte-Barbe), des logements collectifs pour les mineurs (corons, devenus quiroun en arabe tunisien) ségrégués par l'origine des travailleurs (Européens, Siciliens, Arabes-Marocains et Kabyles) et des villas avec jardins entourés de clôtures végétales (sur le modèle des cités-jardins) pour les ingénieurs.

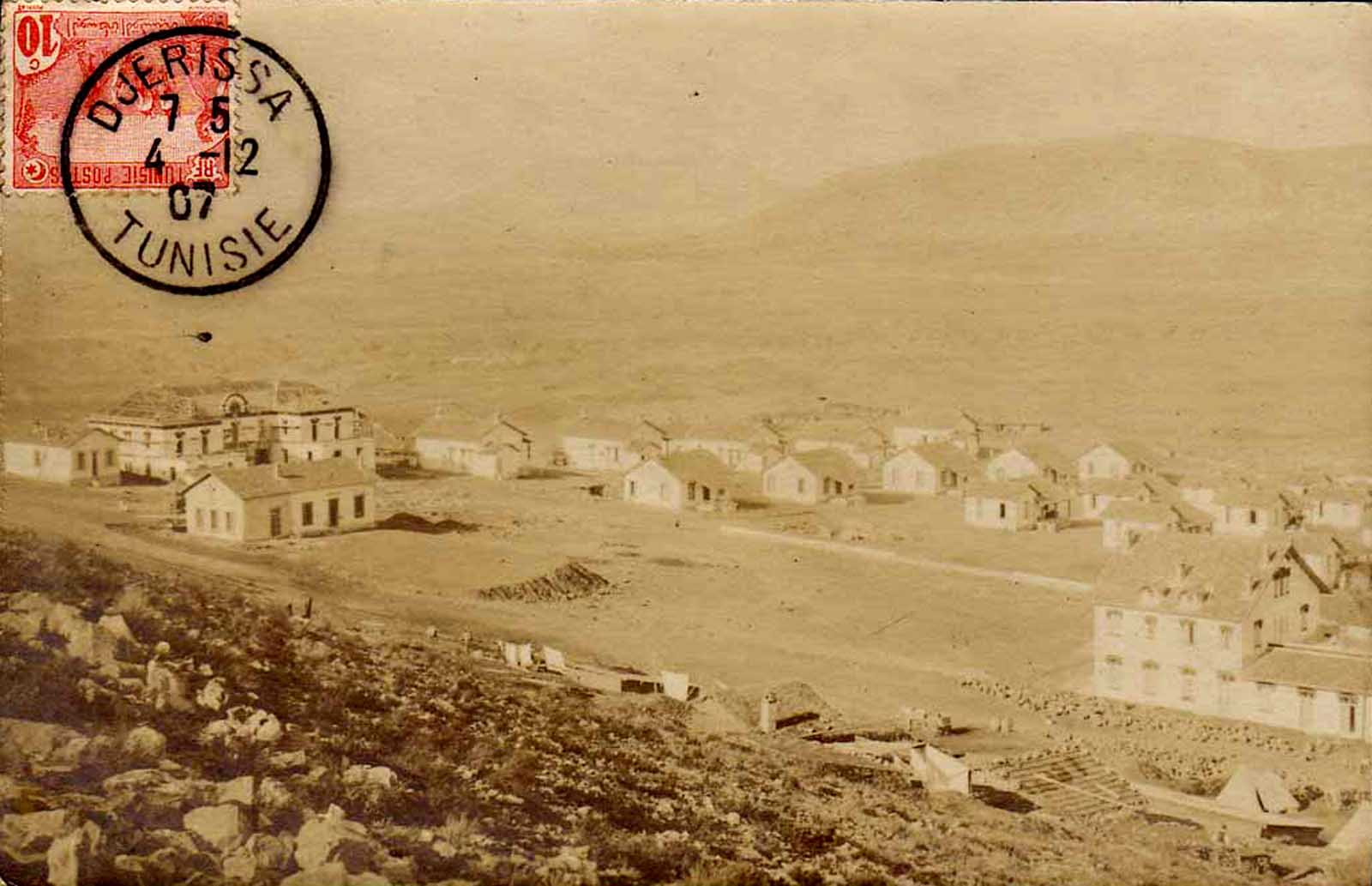
Vue de la ville en 1907.
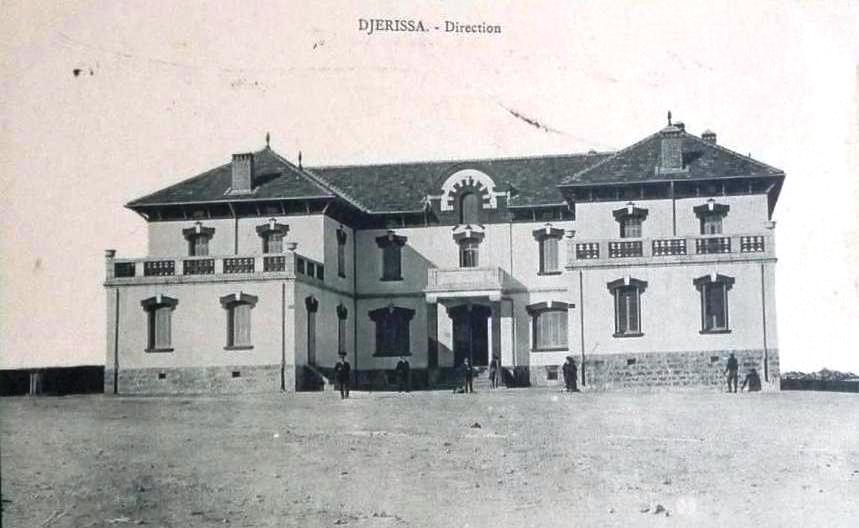
Siege de la Société du Djebel Djerissa en 1907.
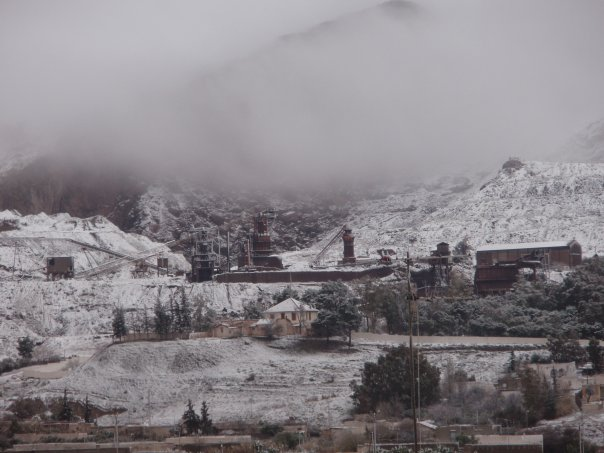
Mine de Jérissa sous la neige.

La ville connaît une extension dans les années 1950 (cité Hached), au nord du quartier des ingénieurs, avec la construction de petites maisons. Celle-ci est suivie d'une urbanisation sans plan d'occupation des sols (développement par exemple du quartier Ali Ben Khalifa de 1956 à 1975) et la formation d'un habitat spontané en périphérie de la ville coloniale, causé par l'exode rural après l'indépendance.
Proche du carreau de la mine et de la gare, les cités Ahmed-Tlili et Mohamed-Ali correspondent aux anciens corons européens qui faisaient face de l'autre côté de la route au coron kabyle. Le quartier dit de La Petite Sicile correspond au coron des Siciliens. Quant au quartier dit de La Police (qui semble avoir logé des policiers à l'indépendance), il est constitué de corons construits plus tardivement dans les années 1920 et 1930.

## Économie
La ville s'est développée autour de l'exploitation de la plus importante mine de fer du pays, gérée par la Société du Djebel Djerissa depuis 1907.
Sous le protectorat français, la mine du djebel Djerissa à 215 kilomètres du port de La Goulette, d'où s'effectue l'exportation du minerai vers la France, lui est reliée par une voie ferrée d'un mètre de large qui passe par Le Kef, El Fahs et Zaghouan, et connectée au Sud-Est à la ligne reliant Kasserine, Tébessa et Alger. La voie ferrée conduisant à Tunis est d'une importance stratégique capitale car elle part du carreau de la mine, passe par la ville de Jérissa puis la petite gare de Fej Tmar (Fedj et-Tameur) et dessert aussi la cimenterie d'Om Khalil.
Employeur principal de la ville pendant un siècle, la mine fait vivre à son apogée en 1930 plus de 4 000 ouvriers de différentes nationalités. Au début du XXIe siècle, elle emploie moins de 300 ouvriers et son parc de matériel est vieillissant. Le minerai restant (toujours demandé sur les marchés internationaux) est plus difficile à exploiter du fait de sa proximité avec la nappe phréatique. L'essentiel des emplois de la ville se trouvent dans la fonction publique (enseignement, dispensaire de santé, STEG, SONEDE) et quelques commerces de proximité, et le taux de chômage élevé pousse à l'exode vers les grandes villes, y compris la capitale et les régions côtières du Sahel tunisien.

## Culture
Le Festival Sidi Yahia de Jérissa est une manifestation culturelle annuelle.